# Hueytepetl
Hueytepetl är en ort i Mexiko.   Den ligger i kommunen Milpa Alta och delstaten Distrito Federal, i den sydöstra delen av landet, 30 km sydost om huvudstaden Mexico City. Hueytepetl ligger 2 466 meter över havet och antalet invånare är 202.
Terrängen runt Hueytepetl är varierad, och sluttar norrut. Runt Hueytepetl är det tätbefolkat, med 411 invånare per kvadratkilometer. Närmaste större samhälle är Xochimilco, 14,3 km nordväst om Hueytepetl. Trakten runt Hueytepetl består till största delen av jordbruksmark.